# Будешть (Дікулешть, Вилча)
Будешть, Будешті (рум. Budești) — село у повіті Вилча в Румунії. Входить до складу комуни Дікулешть.
Село розташоване на відстані 167 км на захід від Бухареста, 63 км на південний захід від Римніку-Вилчі, 34 км на північний схід від Крайови.

## Населення
За даними перепису населення 2002 року у селі проживали 332 особи, усі — румуни. Усі жителі села рідною мовою назвали румунську.